# Chilopselaphus
Chilopselaphus là một chi bướm đêm thuộc họ Gelechiidae.